# Roland Braun (General)
Roland Josef Braun (* 25. Juni 1953 in St. Wendel) ist ein deutscher Generalmajor außer Dienst der Luftwaffe der Bundeswehr.

## Leben
Braun absolvierte 1974 bis 1977 ein Studium der Pädagogik an der Hochschule der Bundeswehr München in Neubiberg bei München. 
Braun nahm von 1986 bis 1988 als Hauptmann am 31. Generalstabslehrgang (L) an der Führungsakademie der Bundeswehr (FüAkBw) in Hamburg teil, wo er zum Offizier im Generalstabsdienst ausgebildet wurde, und wurde 1988 für seine Jahresarbeit mit der Ehrenmedaille General von Clausewitz der Clausewitz-Gesellschaft gewürdigt. Von 1992 bis 1995 war er im Führungsstab der Streitkräfte im Bundesministerium der Verteidigung auf der Hardthöhe in Bonn tätig.
Nach verschiedenen Verwendungen war der Oberst von 2004 bis 2006 Kommandeur der Unteroffizierschule der Luftwaffe (USLw) in Appen. Danach wurde er als Büroleiter bei Staatssekretär Christian Schmidt im Bundesministerium der Verteidigung (BMVg) in Bonn eingesetzt. Ab 1. April 2008 übernahm er die Stabsabteilung VII im Führungsstab der Streitkräfte im BMVg. Zuletzt war er Stellvertreter des Abteilungsleiters FüSK und Unterabteilungsleiter Führung Streitkräfte I im Bundesministerium der Verteidigung (BMVg) in Bonn. 2015 wurde er in den Ruhestand versetzt.

## Auszeichnungen
- 1988: Ehrenmedaille General von Clausewitz